# Niegowa (gmina)
Niegowa – gmina wiejska w Polsce położona w województwie śląskim, w powiecie myszkowskim. W latach 1975–1998 gmina administracyjnie należała do województwa częstochowskiego.
Siedziba gminy to Niegowa.
Według danych z 30 czerwca 2004 gminę zamieszkiwało 5841 osób. Natomiast według danych z 31 grudnia 2017 roku gminę zamieszkiwało 5685 osób.

## Struktura powierzchni
Według danych z roku 2002 gmina Niegowa ma obszar 87,57 km², w tym:
- użytki rolne: 78%
- użytki leśne: 14%

Gmina stanowi 18,3% powierzchni powiatu.

## Demografia

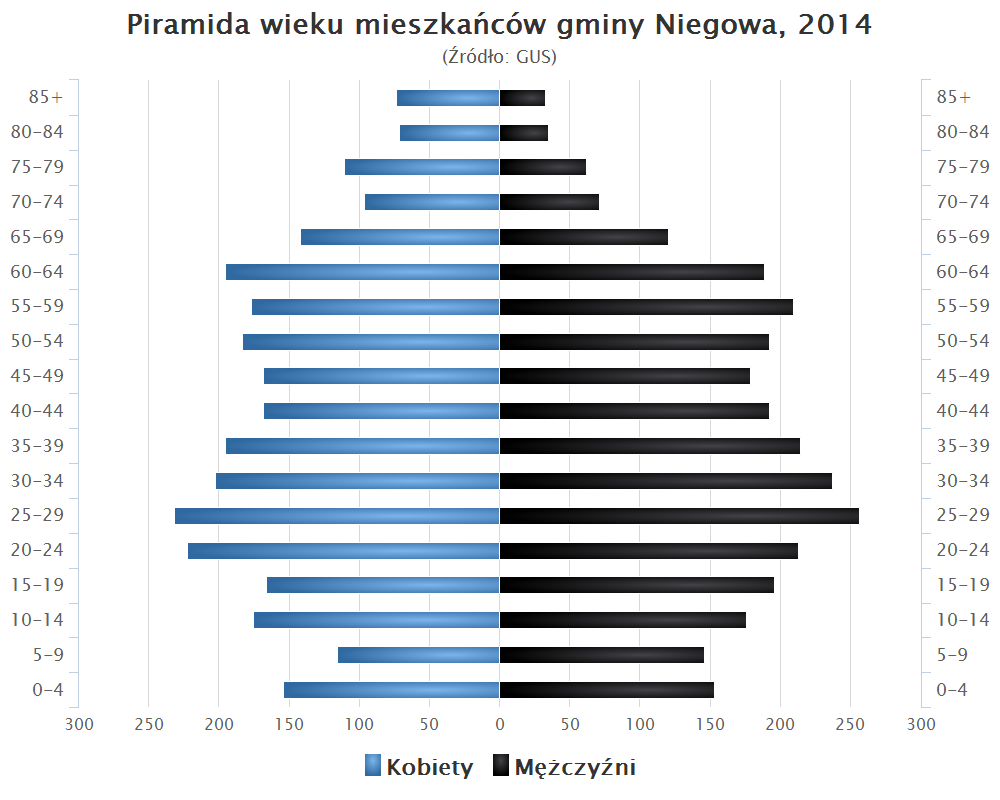
Piramida wieku mieszkańców gminy Niegowa w 2014 roku

Dane z 30 czerwca 2004:
| Opis                              | Ogółem | Ogółem | Kobiety | Kobiety | Mężczyźni | Mężczyźni |
| --------------------------------- | ------ | ------ | ------- | ------- | --------- | --------- |
| jednostka                         | osób   | %      | osób    | %       | osób      | %         |
| populacja                         | 5841   | 100    | 2934    | 50,2    | 2907      | 49,8      |
| gęstość zaludnienia (mieszk./km²) | 66,7   | 66,7   | 33,5    | 33,5    | 33,2      | 33,2      |

## Transport

### Drogowy
Przez centrum gminy Niegowa przebiega droga wojewódzka nr 789, o długości łącznej wynoszącej 62 km. Trasa ta rozpoczyna swój bieg we wsi Brusiek, natomiast kończy nieopodal Lelowa, krzyżując się z drogą krajową nr 46. Oprócz tego DW789 w województwie śląskim przecina trasy drogi krajowej nr 96 w okolicy Koziegłów i autostrady bursztynowej (A1), w okolicy obwodnicy miasta Woźniki. Na wschodzie gminy biegnie również droga wojewódzka nr 794 o długości 91 km, relacji Koniecpol – Kraków. 

### Kolejowy
Obecnie gmina nie posiada żadnych trakcji kolejowych.

## Sołectwa
Antolka, Bliżyce, Bobolice, Brzeziny, Dąbrowno, Gorzków Nowy, Gorzków Stary, Ludwinów, Łutowiec, Mirów, Moczydło, Mzurów, Niegowa, Niegówka, Ogorzelnik, Postaszowice, Sokolniki, Tomiszowice, Trzebniów, Zagórze.

## Sąsiednie gminy
Irządze, Janów, Kroczyce, Lelów, Włodowice, Żarki